# 巴拉巴尼夫卡 (奧拉季夫區)
49°7′4″N 29°36′43″E / 49.11778°N 29.61194°E
巴拉巴尼夫卡（烏克蘭語：Балабанівка），是烏克蘭的村落，位於該國西南部文尼察州，由文尼察區負責管轄，始建於1612年，面積4.96平方公里，海拔高度249米，2001年人口952，人口密度每平方公里191.97人。